# Fritz Köppen
Fritz Köppen (* 28. Juni 1935 in Berlin-Charlottenburg; † 18. September 2022 in Dresden) war ein deutscher Leichtathlet. Er trat im Weitsprung und im Zehnkampf an.

## Biografie
Fritz Köppen, der für den SC Einheit Dresden startete, wurde 1957 DDR-Meister im Zehnkampf. In den folgenden Jahren spezialisierte er sich auf den Weitsprung und konnte auch in dieser Disziplin 1959 in Leipzig Deutscher Meister werden. In den drei Folgejahren gewann er jedes Mal Bronze. Bei den Olympischen Spielen 1960 in Rom schaffte er es im Weitsprung jedoch nicht, sich für das Finale zu qualifizieren, und belegte den 19. Rang.